# 安德烈亚·德拉·罗比亚
安德烈亚·德拉·罗比亚（義大利語：Andrea della Robbia，1435年—1525年），文艺复兴时期欧洲陶瓷艺术家、雕塑家。为卢卡·德拉·罗比亚之侄，他为布鲁内莱斯基在佛罗伦萨著名的育婴堂制作了蓝白色的圆形装饰釉陶。他的五个儿子都在德拉·罗比亚陶瓷作坊工作。